# Гваттари, Феликс
Пьер-Фели́кс Гваттари́ (фр. Pierre-Félix Guattari, произношениео файле; 30 марта или 30 апреля 1930, Вильнёв-ле-Саблон, департамент Уаза, Франция — 29 августа 1992, Кур-Шеверни, Франция) — французский психоаналитик, философ и политический активист, один из основоположников антипсихиатрии, написавший совместно с философом Жилем Делёзом знаменитый трактат «Анти-Эдип. Капитализм и шизофрения» (1972). Делёз и Гваттари ввели в философский лексикон термины «ризома», «шизоанализ», «тело без органов».

## Биография
Родился в 1930 году, по одним данным 30 марта, по другим — 30 апреля. Гваттари вырос в рабочем пригороде к северо-западу от Парижа. Он учился у известного психоаналитика Жака Лакана, а затем до самой своей смерти, наступившей в результате сердечного приступа, работал под началом ученика Лакана Жана Ури в психиатрической клинике «La Borde». Профессионально занимаясь психотерапией, Гваттари стал резким критиком психоанализа как идеологии, встроенной в систему полицейского государства. Взамен разработал (в соавторстве с Делёзом) концепцию шизоанализа, в значительной мере направленного на преодоление психоанализа и критику капитализма в его связи с шизофренией.
Принимал активное участие в леворадикальном революционном движении (по словам самого Гваттари, «в двадцать пять лет я был вполне счастлив, будучи одновременно троцкистом, анархистом, фрейдистом, последователем Лакана и плюс к тому ещё и марксистом»). Уже в раннем возрасте вступил в молодёжную организацию Международной коммунистической партии, секции троцкистского Четвёртого интернационала, и во главе добровольной рабочей бригады отправился в Югославию помогать в строительстве корпусов Загребского университета.
В 1953 году совместно с Жаном Ури открыл в Кур-Шеверни (департамент Луар и Шер на западе Франции) клинику «La Borde» — эталон и основной центр распространения аналитической «институциональной психотерапии», противостоявшей институту традиционной психиатрической больницы. С 1955 по 1965 год был автором статей и редактором антиколониальной троцкистской газеты «La Voie Communiste» («Коммунистический путь»), в 1965 году основал организацию «Левая оппозиция». В 1967 году был соучредителем Организации солидарности и помощи революции в Латинской Америке. Также состоял в «Центре инициатив по созданию нового пространства свободы», в движениях солидарности с народами Вьетнама и Алжира, в организации дружбы Франции и КНР. Участвовал в протестах «Красного мая» 1968 года (был среди инициаторов оккупации Высшей нормальной школы и театра «Одеон», предпринимал усилия по объединению студенческих и рабочих активистов), после которых и встретился с Жилем Делёзом.
В 1970-х, проводя много времени в Италии, сблизился с местными автономистами. Резко выступая против бюрократизации и формализации как в политике, так и в науке, он находил идеи развития революционной спонтанности и творческого потенциала масс в опыте В. И. Ленина и Антонио Грамши. В 1978 году Гваттари нелегально проник на палестинскую территорию с целью организации палестино-израильских переговоров.
Хотя лучше всего известны труды Гваттари, написанные в соавторстве с Делёзом, он оставил и большое количество собственных монографий — «Психоанализ и трансверсальность» (1972), «Молекулярная революция» (1977), «Машинное бессознательное» (1978), «Шизоаналитические картографии» (1989), «Три экологии» (1989). Зачастую имя Гваттари не упоминается в обсуждениях совместных работ, и читатели говорят об авторе в единственном числе — «он», «Делёз». Такое избирательное упоминание, находящее себя даже у, казалось бы, серьёзных[стиль] исследователей, причастных к критическому мышлению, обнаруживает фамилиализм сегодняшнего дня, факт которого ставит под вопрос оптику читающих.[значимость факта?]